# Corynorhynchus seriatus
Corynorhynchus seriatus är en insektsart som beskrevs av Piza Jr. 1979. Corynorhynchus seriatus ingår i släktet Corynorhynchus och familjen Proscopiidae. Inga underarter finns listade i Catalogue of Life.